# پلانکتون‌شناسی
پلانکتون‌شناسی (به انگلیسی: Planktology) مطالعه پلانکتون‌ها، گیاهان مختلف کوچک در حال حرکت، جانوران و ریزجانداران است که در پیکره‌های آبی ساکن هستند. موضوع‌های پلانکتون‌شناسی دربرگیرنده تولید اولیه، شارش انرژی و چرخه کربن است.
پلانکتون «پمپ زیستی» را به حرکت درمی‌آورد، فرآیندی که به وسیله آن بوم‌سازگان اقیانوسی کربن را از ناحیه فوتیک سطحی به ژرفای اقیانوس منتقل می‌کند. چنین فرآیندهایی برای غرق دی‌اکسید کربن حیاتی هستند که یکی از چندین احتمال برای مقابله با گرمایش جهانی است. پلانکتون‌شناسی نوین دربر گیرنده جنبه‌های رفتاری جانداران در حال حرکت، درگیر شدن با دستگاه‌های تصویربرداری درونجا و نوین است.
برخی از پروژه‌های پلانکتون‌شناسی به همه مردم اجازه می‌دهند که به صورت آنلاین شرکت کنند، مانند رصدخانه بلندمدت بوم‌سازگان.